# Monte Patria
Monte Patria – miasto w Chile, w regionie Coquimbo, w prowincji Limarí.